# Alex J. van der Eb

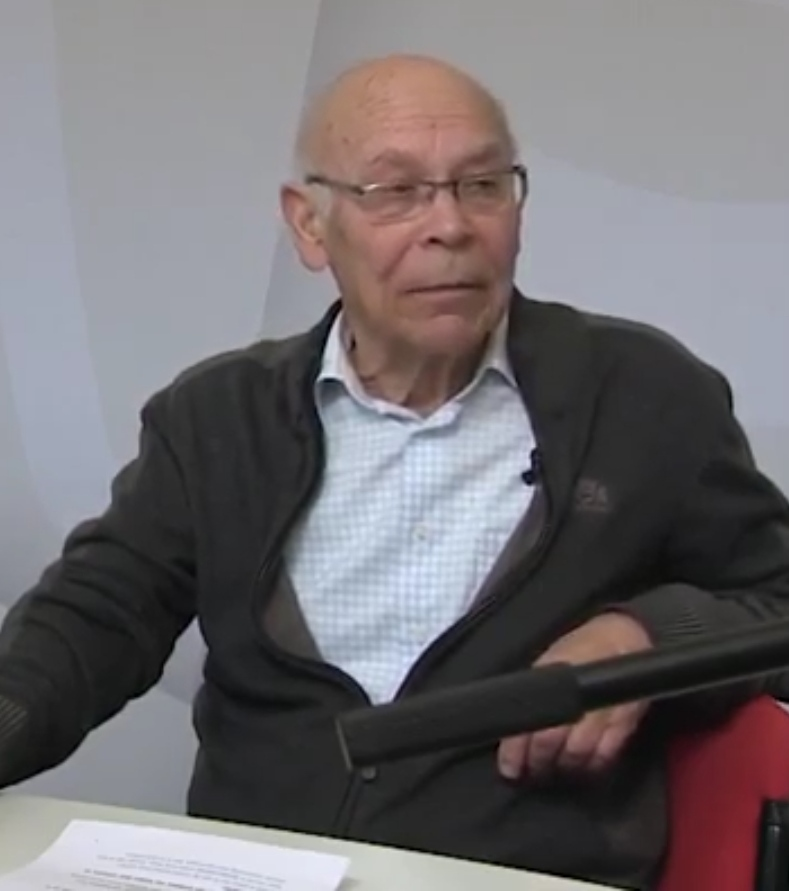
Lex van der Eb, 2022

Alex Jan van der Eb (* 16. Januar 1934 in Bandung) ist ein niederländischer Zellbiologe.

## Leben
Van der Eb studierte Biologie an der Universität Leiden. 1961 hatte er sein Doctoraalexamen. 1968 promovierte er über die Genstruktur des Adenovirus. Er war danach Professor in Leiden. Inzwischen ist er dort Professor Emeritus am Labor für Molekulare Karzinogenese.
1966 charakterisierte er in der Arbeit für seine Dissertation die DNA des Adenovirus (bestehend aus 35000 Basenpaaren in einem Doppelstrang) gleichzeitig mit M. Green.
An seinem Labor in Leiden entwickelte er um 1973 wichtige Techniken für die Zellbiologie. Dort entstand 1972 die bis heute viel in der Molekularbiologie und Gentechnik verwendete HEK-Zelllinie aus mit einem Adenovirus manipulierten embryonischen Nierenzellen (4000 bis 5000 Basen des Virus wurden in das Genom eingebaut). Genauer handelt es sich um die HEK-293-Linie. Ähnliche Experimente waren schon vorher in den 1960er Jahren weniger erfolgreich durchgeführt worden. Beteiligt war auch Frank L. Graham, ein kanadischer Post-Doktorand, der kurz danach an die McMaster University ging. Varianten der Zelllinie benutzen das SV-40-Virus (HEK 293 T) oder das Epstein-Barr-Virus (HEK 293 EBNA), in denen die Plasmide der entsprechenden Viren benutzt werden können.
Von Graham und van Eb wurde am Labor auch eine zweite wichtige Technik entwickelt, die Transfektion (Einbringen von DNA in Säugetier-Zellen) mit Hilfe von Kalziumphosphat.
Speziell für die pharmazeutische Gentechnik mit dem Adenovirus entstand 1985 im Labor von van Eb auch die Zelllinie PER C 6 (aus den Retina-Augenzellen eines Embryos).
Van der Eb und Graham gelang es auch 1974 als ersten, normale Zellen mit Hilfe eines Teils der DNA eines Virus (des Adenovirus) in Tumorzellen zu verwandeln. Sie bestimmten auch das dafür verantwortliche Gen (E-1-Gen). Sie arbeiteten dabei mit Carel Mulder (Cold Spring Harbor Laboratory) zusammen, von dem sie die Restriktionsenzyme zum Zerschneiden der Virus-DNA hatten.
Später befasste er sich mit der Umwandlung normaler Zellen in Krebszellen mit Karzinogenen wie UV-Strahlung und anderer ionisierender Strahlung (und allgemein deren Einfluss auf die genetische Stabilität) und mit Gentherapie.
1989 erhielt er den Robert-Koch-Preis.
Er ist Mitglied der Königlich Niederländischen Akademie der Wissenschaften, der Academia Europaea (1989), und der European Molecular Biology Organisation (EMBO). Er ist Träger des Ordens vom Niederländischen Löwen (Ritter).